# Barry Jenkins
Barry Jenkins, född 19 november 1979 i Miami, Florida, är en amerikansk filmregissör och manusförfattare hemmahörande i Los Angeles. Han är känd för sina filmer Medicin for Melancholy (2008) och Moonlight (2016), varav den senare har fått storslagen kritik samt dussintals utmärkelser, däribland Oscar för bästa film och Golden Globe Award för Bästa film – drama.

## Biografi
Jenkins föddes i Liberty City, Miami och har tre äldre syskon. Hans far dog när han var 12 år, och hade tidigare separerat från hans mor i tron att Jenkins inte var hans biologiske son. Under sin barndom uppfostrades han av en annan kvinna i en trångbodd lägenhet. Han gjorde sina gymnasiestudier vid Miami Northwestern Senior High School, där han spelade på skolans fotbollslag. Han studerade senare film vid Florida State University i Tallahassee.
Jenkins’ genombrottsfilm var Medicin for Melancholy, en lågbudgetfilm som släpptes 2008, med Wyatt Cenac och Tracey Heggins i huvudrollerna. Filmen mottogs väl av kritikerna.
Efter framgången med sin första film skrev Jenkins ett epos för Focus Features om "Stevie Wonder och tidsresor" och ett filmmanus baserat på James Baldwins roman If Beale Street Could Talk, av vilka inte någon kom i produktion.  Han arbetade senare som snickare och grundade en reklambyrå som heter Strike Anywhere. År 2011 skrev han manus och regisserade Remigration, en science-fiction kortfilm om gentrifiering. Jenkins blev också manusförfattare för HBO:s The Leftovers.
Jenkins skrev och regisserade dramat Moonlight, hans första långfilm på åtta år. Filmen spelades in i Miami och hade premiär på Telluride Film Festival 2016 med uppskattande kritik och utmärkelser.   Filmen har senare vunnit dussintals utmärkelser, däribland Golden Globe Award för Bästa film – drama.
År 2018 regisserade han TV-serien The Underground Railroad som är baserad på Colson Whiteheads roman med samma namn.

## Filmografi i urval
- 2008 – Medicine for Melancholy
- 2016 – Moonlight
- 2017 – Dear White People (TV-serie)
- 2018 – If Beale Street Could Talk
- 2021 – The Underground Railroad (TV-serie)
- 2024 – Mufasa: Lejonkungen